# Sebastián Medina
Sebastián Luciano Emanuel Medina (Clorinda, 15 marzo 2000) è un calciatore argentino, centrocampista del Tigre.

## Carriera
Cresciuto nel settore giovanile del River Plate, ha esordito fra i professionisti con la maglia del Guillermo Brown il 29 novembre 2020, in occasione dell'incontro di Primera B Nacional pareggiato per 0-0 contro l'Alvarado. Nel febbraio 2022 viene ceduto in prestito al Patronato, con cui esordisce in Primera División il 5 giugno seguente, disputando l'incontro pareggiato per 1-1 contro il Vélez Sarsfield.

## Statistiche

### Presenze e reti nei club
Statistiche aggiornate al 20 luglio 2025.
| Stagione               | Squadra                | Campionato             | Campionato | Campionato | Coppe nazionali | Coppe nazionali | Coppe nazionali | Coppe continentali | Coppe continentali | Coppe continentali | Altre coppe | Altre coppe | Altre coppe | Totale | Totale |
| Stagione               | Squadra                | Comp                   | Pres       | Reti       | Comp            | Pres            | Reti            | Comp               | Pres               | Reti               | Comp        | Pres        | Reti        | Pres   | Reti   |
| ---------------------- | ---------------------- | ---------------------- | ---------- | ---------- | --------------- | --------------- | --------------- | ------------------ | ------------------ | ------------------ | ----------- | ----------- | ----------- | ------ | ------ |
| 2020                   | Guillermo Brown        | PBN                    | 7          | 0          | -               | -               | -               | -                  | -                  | -                  | -           | -           | -           | 7      | 0      |
| 2021                   | Guillermo Brown        | PBN                    | 24         | 1          | -               | -               | -               | -                  | -                  | -                  | -           | -           | -           | 24     | 1      |
| Totale Guillermo Brown | Totale Guillermo Brown | Totale Guillermo Brown | 31         | 1          |                 | -               | -               |                    | -                  | -                  |             | -           | -           | 31     | 1      |
| 2022                   | Patronato              | PD                     | 25         | 4          | CA+CdL          | 5+12            | 0               | -                  | -                  | -                  | -           | -           | -           | 42     | 4      |
| 2023                   | Tigre                  | PD                     | 7          | 0          | CA+CdL          | 1+6             | 0               | CS                 | 3                  | 0                  | -           | -           | -           | 17     | 0      |
| 2024                   | Tigre                  | PD                     | 14         | 1          | CA+CdL          | 0+3             | 0               | -                  | -                  | -                  | -           | -           | -           | 17     | 1      |
| 2025                   | Tigre                  | PD                     | 17         | 1          | CA              | 2               | 0               | -                  | -                  | -                  | -           | -           | -           | 19     | 1      |
| Totale Tigre           | Totale Tigre           | Totale Tigre           | 38         | 2          |                 | 12              | 0               |                    | 3                  | 0                  |             | -           | -           | 53     | 2      |
| Totale carriera        | Totale carriera        | Totale carriera        | 94         | 7          |                 | 29              | 0               |                    | 3                  | 0                  |             | -           | -           | 126    | 7      |

## Palmarès

### Club

#### Competizioni nazionali
- Copa Argentina: 1

Patronato: 2022